# Scandale de la cryptomonnaie $Libra
Le scandale de la crypto-monnaie $Libra est un scandale politique en cours qui a commencé le 14 février 2025, lorsque le président argentin, Javier Milei, a promu un projet de crypto-monnaie appelé $LIBRA. Le prix de la pièce mème a grimpé en flèche après la promotion de Milei, mais a ensuite subi une forte baisse de prix, ce qui a donné lieu à des allégations d'escroquerie au tapis et à des pertes de 250 millions de dollars pour les investisseurs. Ce scandale a été surnommé Cryptogate,,, et il a été qualifié de « premier grand scandale » de la présidence de Milei par The Economist.

## Arrière-plan
Diógenes Casares, cofondateur de la société de finance décentralisée Stream Finance, a écrit un rapport une semaine avant le lancement de la Libra. Ce rapport mentionnait des rumeurs selon lesquelles « une pièce mème autour de Milei [était] en cours de création », y compris l'implication de pots-de-vin. Cependant, il pensait au début qu'elles n'étaient pas fondées,. L'analyste américain Nick O'Neill a déclaré que « Javier Milei et son équipe ont travaillé pendant des semaines sur le lancement d'un jeton » et a affirmé « avec 100 % de certitude » que des paiements étaient impliqués dans le développement et le lancement de $Libra.
Le vendredi 14 février 2025, à 18h58, heure argentine, la société Kelsier Ventures, enregistrée au Delaware, a créé le jeton « $LIBRA » libra ( transl. livre ) sans faire connaître l'événement, dans le cadre d'un projet appelé « Viva La Libertad » ( transl. Vive la liberté),. Le PDG de la société Kelsier Ventures est Hayden Davies, qui avait déjà rencontré Milei au palais présidentiel en 2024. Celui qui les a présentés était Mauricio Novelli, un jeune commerçant qui connaît Milei depuis au moins 2021 et qui a agi en tant que conseiller du président,. Milei a déclaré avoir rencontré les dirigeants de KIP Protocol, qui lui ont présenté le projet de l'entreprise appelé Viva la Libertad, qui visait à financer des entreprises privées en Argentine en utilisant la technologie blockchain, une affirmation plus tard démentie par KIP elle-même.
Novelli aurait dirigé les activités de Kelsier Ventures tout en prétendant représenter KIP et en vendant l'accès à Milei à des investisseurs en crypto-monnaie à l'insu de Milei.

## Promotion par Milei
Le vendredi 14 février 2025, à 19h01 heure argentine, soit trois minutes après la création du jeton, Milei a partagé des publications faisant la promotion de la pièce sur ses comptes X, Instagram et Facebook. Les publications le décrivaient comme le lancement d'une initiative économique privée visant à stimuler la croissance économique en Argentine par le biais d'investissements dans les petites entreprises et les startups. Milei a déclaré que le projet fonctionnait sous l'identifiant symbolique $LIBRA et était structuré pour faciliter l'investissement privé dans les entreprises argentines. Il a publié l'adresse du contrat blockchain associé au projet dans le même message,.
Immédiatement après la publication de Milei, la valeur de la Balance est passée de 0,000001 $ à 5,20 $ en 40 minutes. Les fondateurs de la Libra détenaient 70 % de l'offre totale, et une fois que le prix a atteint un certain niveau, ils ont brusquement vendu leurs avoirs, faisant chuter le prix de 85 %. En quelques heures, son prix est tombé à 0,99 $. La capitalisation boursière  de $LIBRA a atteint 4,6 milliards de dollars, puis est tombée à seulement 162 millions de dollars le 15 février. Trois heures plus tard, les neuf comptes fondateurs avaient généré environ 87 millions de dollars aux dépens d'environ 74 000 investisseurs. L'événement a été décrit comme étant un type d'escroquerie communément appelé « rug pull »,.
Le président de la Chambre basse, Martín Menem, les députés nationaux José Luis Espert et Damián Arabia, ainsi que les partisans de La Libertad Avanza comme Gordo Dan, Agustín Laje et Emmanuel Danann ont partagé le tweet du président Javier Milei qui a lancé le projet $LIBRA.
Il y a eu des spéculations selon lesquelles le compte de Milei aurait pu être piraté, mais cela a été démenti par des membres de La Libertad Avanza, comme Lilia Lemoine, puis par Milei lui-même lorsqu'il s'est dissocié du projet dans un tweet ultérieur.
Le 17 février, après un nouveau tweet de Javier Milei retweetant Darío Epstein, la cryptomonnaie a de nouveau augmenté, pour ensuite s'effondrer à nouveau.
Les utilisateurs de Twitter ont commencé à utiliser les Notes communautaires de la plateforme pour avertir les utilisateurs d'une éventuelle arnaque au retrait de tapis sous le tweet promotionnel initial.

## Rétraction
Le président Milei a retiré son soutien et supprimé la publication sur les réseaux sociaux quelques heures après la promotion initiale. Dans une déclaration complémentaire, il a reconnu avoir partagé l'information sans vérifier correctement les détails du projet, expliquant qu'il n'avait aucun lien avec l'entreprise. Le président a décrit cet incident comme l’un des nombreux messages de routine qu’il avait publiés auparavant sur les réseaux sociaux pour soutenir les initiatives des entreprises privées. Le président Milei a critiqué les opposants politiques qu'il a accusés de tenter d'exploiter la situation.
À peu près au même moment, la société KIP Network Inc. a publié un message décrivant le projet LIBRA comme un succès et a déclaré que le président Milei n'avait jamais été impliqué dans le développement du projet. Le message aurait été rédigé par Mauricio Novelli qui aurait demandé qu'il soit publié.
Hayden Mark Davis, le propriétaire de Kelsier, a publié une déclaration affirmant qu'il avait été conseiller du gouvernement argentin et que la campagne publicitaire avait été préalablement convenue avec l'équipe du président et a accusé Milei de « trahison » pour avoir brusquement retiré son soutien,.

## Impact
Le nombre de personnes affectées par le projet est d'environ 44 000.
Soixante-dix pour cent du total des jetons étaient entre les mains de leurs créateurs. Entre 70 et 100 millions de dollars américains de bénéfices ont été générés par certains comptes en quelques heures. Selon The Economist, « il semble que des initiés aient pu profiter de la connaissance préalable du poste de M. Milei ».
Le projet a procuré des bénéfices importants aux propriétaires initiaux, qui en ont profité pour se débarrasser des jetons lorsque leur prix était élevé, et des pertes massives à ceux qui ont investi après avoir été motivés par le président argentin. Les neuf comptes fondateurs de la cryptomonnaie ont gagné environ 87 millions de dollars auprès de 50 000 personnes qui y ont investi et ont vu sa valeur disparaître. De nombreux médias ont décrit la situation comme caractéristique d'une escroquerie communément appelée « rug pull »,,. Les investisseurs ont perdu 250 millions de dollars (en comparaison, Trump a entraîné des pertes de 2 milliards de dollars pour 800 000 investisseurs).
Plusieurs experts économiques ont souligné que les personnes concernées avaient une connaissance avancée des monnaies numériques car il était nécessaire de disposer d'un portefeuille dans Solana, une blockchain connue pour sa faible sécurité et ses coûts d'exploitation réduits pour accéder à cette cryptomonnaie. De plus, l'achat devait être effectué avec la crypto-monnaie SOL, ce qui limitait la participation aux personnes ayant une connaissance préalable de l'écosystème.
Mariano Biocca, spécialiste de l'écosystème crypto, a expliqué que $LIBRA appartient à un groupe d'actifs dont l'accès est considérablement complexe et nécessite des connaissances techniques avancées. Selon Biocca, « jusqu'à présent, il n'y avait personne qui échangeait directement des pesos contre des $LIBRA ». En conséquence. l'investissement dans cette crypto-monnaie ne serait pas à la portée du grand public ou de la classe moyenne sans expérience en crypto-monnaies.

## Répercussions politiques

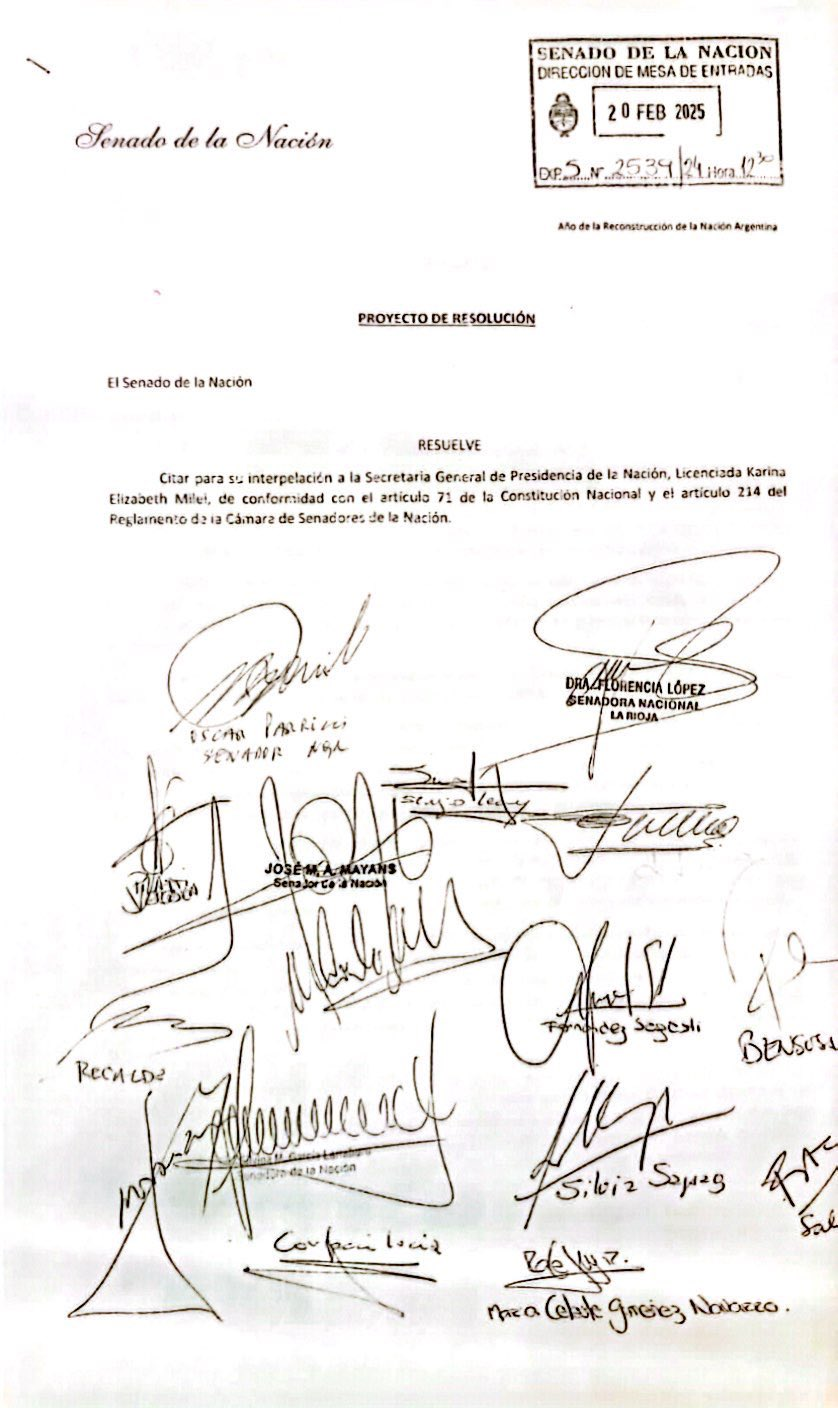
La proposition d'appeler Karina Milei à témoigner devant le Congrès a été rejetée.

À la suite du scandale, des enquêtes ont suggéré une corruption de personnes liées au cercle intime de Milei, notamment Mauricio Novelli, un conseiller de Milei, bien que Milei lui-même n'ait pas été impliqué.
Le principal bloc d'opposition, l'Union pour la patrie (UxP), a vivement critiqué les actions du président et a proposé des articles de destitution en réponse,. Le député du Parti socialiste Esteban Paulón a présenté un deuxième projet de loi visant à lancer une procédure de destitution. Cependant, l'initiative ne bénéficie pas de suffisamment de soutiens au sein de la Commission de destitution pour aller de l'avant avec la proposition.
Le Front de gauche des travailleurs (FIT) a demandé la comparution immédiate de Milei à la Chambre des députés pour fournir des rapports verbaux sur la promotion de la cryptomonnaie. Ces demandes ont été rejetées par le Congrès.
La Coalition civique, représentée par son président Maximiliano Ferraro, s'est distanciée de la proposition d'impeachment. Ferraro a déclaré que la destitution n'était pas la solution, même si ce qui s'est passé était grave et pouvait constituer des crimes tels que le blanchiment d'argent ou la fraude. Il a plutôt plaidé pour que la justice soit rendue de manière adéquate et s'est rendu disponible pour collaborer aux enquêtes pertinentes.
Le parti Proposition Républicaine (PRO) s'est dit préoccupé par l'impact économique de l'incident et par les éventuels dommages causés à la crédibilité de l'Argentine. Ils ont cependant qualifié la procédure de destitution d'« opportuniste » et l'ont rejetée.

### Milei et la crypto
En 2021, Javier Milei, alors député national, a recommandé une plateforme cryptographique appelée CoinX qui promettait, grâce à des algorithmes de trading automatisés, de fournir des rendements élevés allant jusqu'à 8 % par mois. CoinX finirait par être signalé pour fraude.
Un an après la recommandation de Milei, la Commission nationale des valeurs mobilières a interdit l'opération financière car elle n'avait pas d'autorisation d'offrir des investissements et a comparé son fonctionnement à une chaîne de Ponzi. Des milliers d'investisseurs ont été touchés par CoinX et ont subi des millions de pertes. En réponse aux 23 perquisitions de la police fédérale argentine dans des bureaux et des domiciles à Buenos Aires et dans la province de Santa Fe enquêtant sur la fraude présumée, Milei a répondu : « J'ai seulement donné mon avis ».
En 2022, Milei a fait la promotion du projet de jeu Vulcano Game NFT, et l'a décrit comme « très intéressant ». Dans les semaines qui ont suivi l'annonce de Javier Milei, le prix du jeton de la société de jeux vidéo, $VULC, est passé à 0 $.

## Conséquences juridiques possibles
Plus de 100 plaintes pénales pour fraude ont été déposées contre Milei au 17 février. La plupart des accusations ont été portées par des hommes politiques proches du kirchnerisme et par un groupe dirigé par Claudio Lozano (es), le chef du parti d'opposition Unité populaire, a porté plainte pour fraude contre Milei,. Dans les 48 heures qui ont suivi le tweet initial de Milei, 112 plaintes pénales ont été déposées auprès de la Cour suprême d'Argentine.
En réponse, Milei a ordonné au Bureau de lutte contre la corruption de déterminer si un membre du gouvernement national, y compris lui-même, s'était mal comporté. En outre, un nouvel organisme appelé « Unité des tâches d'enquête » a été créé au sein de la présidence pour enquêter sur l'ensemble du projet $Libra.
Des cabinets d’avocats internationaux, tels que Burwick Law, ont organisé des recours collectifs au nom des investisseurs étrangers qui ont subi des pertes importantes à la suite de l’effondrement de la LIBRA. Ces entreprises ont cherché à regrouper les parties concernées de diverses juridictions pour présenter des affaires devant les tribunaux internationaux. Elles ont fait valoir que la promotion de la cryptomonnaie par Milei constituait une pratique trompeuse qui conduisait à des investissements préjudiciables.
Le 17 février 2025, un cabinet d'avocats argentin opérant aux États-Unis et victime de l'escroquerie aux cryptomonnaies a signalé Milei et d'autres parties responsables au ministère américain de la Justice et au FBI.